# Sevier River
Der Sevier River ist ein Fluss im südwestlichen Teil von Utah. Er ist ca. 450 km (280 mi) lang und durchfließt ein Gebiet
von 14.245 km2 (5.500 mi2). Die Flussrichtung bildet die Form eines großen Hufeisens.

## Beschreibung
Der endorheische Fluss liegt im Großen Becken, einer abflusslosen Senke und hat daher keine Mündung, sondern verdunstet im Wüstenklima. Er entspringt im nordwestlichen Kane County, fließt entlang der westlichen Seite des Paunsaugunt Plateau und weiter nördlich in das Garfield County an den Orten Hatch und Panguitch vorbei.
An der Grenze zwischen Garfield County und Piute County durchfließt der Sevier River eine Schlucht, den Circleville Canyon (ca. acht Kilometer bzw. fünf Meilen lang). Er fließt durch Piute County nach Marysvale, weiter durch den Sevier Canyon und nordöstlich an Richfield und Salina vorbei.
Circa 32 Kilometer (20 Meilen) südwestlich von Nephi im Juab County ändert der Fluss die Flussrichtung nach Westen.
Er fließt am  nördlichen Ende der Canyon Montains in die Sevier Desert (Wüste), an Delta im Millard County vorbei in den über große Teile des Jahres ausgetrockneten Sevier Lake, der im zentralen Millard County an der westlichen Seite der Cricket Montains liegt. Dieser hat keinen Abfluss, das Wasser verdunstet.
1776 erkundete die Dominguez-Escalante-Expedition als erste Weiße die dünn von Ute-Indianern besiedelte Region. Ihnen fiel auf, dass die Ute den Sevier mit demselben Namen bezeichneten wie den Green River weiter östlich. Ihr Kartograph Bernardo Miera y Pacheco trug daher irrtümlich den Green River in südwestlicher statt südlicher Richtung in seine Karte ein und schuf so die erste Erwähnung des legendären Buenaventura River, der bis weit in das 19. Jahrhundert fälschlich von den Rocky Mountains zur Pazifikküste in unzählige Karten eingetragen wurde. Erst 1844 erkannte John Charles Frémont auf einer Vermessungsexpedition, dass es keinen Fluss mit dem vermuteten Verlauf geben könne.